# Batalha de Topáter

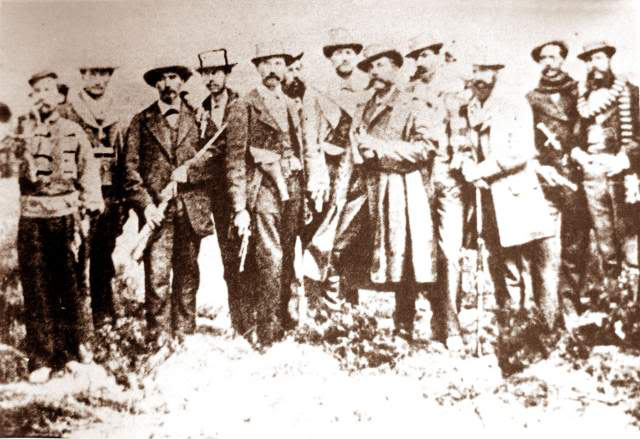
Eduardo Abaroa e os defensores de Topáter (recriação histórica de 1920).

A batalha de Calama ou batalha Topáter, como também é conhecida, ocorreu no dia 23 de março de 1879 e foi o primeiro confronto armado da Guerra do Pacífico.
Após a ocupação chilena do porto de Antofagasta em 14 de fevereiro, o comando chileno decidiu ocupar o despovoado Atacama boliviano, já que era o principal centro de abastecimento no meio do árido deserto, enquanto civis bolivianos, proprietários de terras com seus trabalhadores, já aproveitou esse fato para se mobilizar. Desta forma, a então vila de Calama adquire importância no teatro de operações da Guerra do Pacífico.

## Antecedentes
O prefeito do Departamento de Litoral, Severino Zapata, retirou-se de Antofagasta junto com todas as autoridades e pessoal para Calama, onde os latifundiários e peões já se armavam, porque sabiam que os chilenos cruzariam o deserto para quebrar a resistência boliviana.
O legista Ladislao Cabrera, assumiu o comando das forças civis que se preparavam para defender Calama (130 homens). Os reforços esperados nunca chegaram, mas os combatentes e defensores não saíram da cidade e esperaram pelo exército chileno que já marchava para Calama, com um total de mais de 500 soldados chilenos, sob o comando do tenente-coronel Eleuterio Ramírez Molina. Na madrugada do 23 de março de 1879 as tropas chilenas chegaram a Calama onde, ao passar das horas, travaram o primeiro confronto militar da Guerra do Pacífico, lutando contra Calama, na qual destacou o latifundiário Eduardo Abaroa, um dos principais latifundiários do oásis de Calama, com a patente temporária de coronel das tropas civis, faleceu após o diálogo que manteve com o tenente-coronel Ramírez.
Tropas chilenas deixam a cidade de Caracoles sob o comando do coronel Emilio Sotomayor Baeza. Foram 544 militares assim distribuídos: 3 companhias do 2º Regimento de Linha sob o comando do Comandante Eleuterio Ramírez (300 soldados), companhia da 4ª Linha sob o comando de seu Comandante Juan José San Martín Penrose (100 homens), 2 peças de artilharia de montanha sob o comando do Tenente Eulogio Villarreal, um esquadrão de Caçadores de Cavalos sob o comando do Sargento Major Rafael Vargas (120 cavaleiros) e um grupo de civis recrutados em Caracoles que compunham Los Pontoneros sob o Tenente Coronel Arístides Martínez.
As tropas bolivianas, organizadas em três setores, compostas por 130 homens, todos civis e mais dois militares aposentados, reuniram o máximo de facas e armas de fogo que puderam.

## Ordem de batalha

### Pimenta
Divisão de Operações do Norte CRL Emilio Sotomayor Baeza
- Batalhão de Infantaria de 2ª Linha TCL Eleuterio Ramírez Molina (340 soldados)
  - 1ª Empresa CAP L. Sánchez
  - 2ª CAP N. Ramírez Company
- Companhia de Infantaria Batalhão 4º da Linha CAP Juan José San Martín (106 soldados)
- Esquadrão de Caçadores de Cavalos MAIO Rafael Vargas (115 h.)
- Seção de Artilharia de Montanha 2ª Companhia / 2ª Brigada TTe Eulogio Villarroel (30 soldados, 2 peças)
- Troço Pontoneros TCL Arístidez Martínez Cuadros (30 h.)

### Bolívia
Comando de Defesa Civil de Calama Subprefeito José Santos
- Corpo de Polícia e Prefeitura do Departamento do Litoral: CRL Severino Zapata (Prefeito deposto do Departamento), Assistente do CRL Juan Salinas (número desconhecido de homens)
- Coluna Ballivián (Exército Boliviano): CRL Gaspar Jurado (133 soldados)
  - Caracoles Body CRL Fidel Lara
  - Rifle Corps MAIO Juan Patiño
  - Corpo de lanceiros: CRL Emilio Delgadillo
- Companhia Cívica de Calama: Doutor Ladislao Cabrera e Regidor Eduardo Abaroa (número de homens indocumentados).

## Desenvolvimento

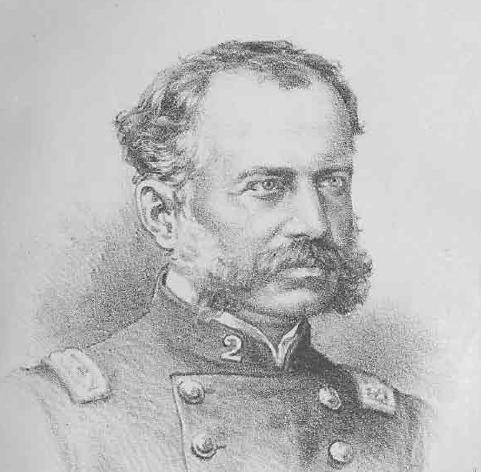
Eleuterio Ramírez Molina. Comandante do 2º Regimento de Linha

O combate se desenrolou em 3 setores:
- Topáter Ford: Foi a ala direita do ataque chileno. As 1ª e 2ª companhias da 2ª Linha, sob as ordens do Tenente Coronel Bartolomé Vivar mais 25 Caçadores de Cavalos, atravessaram um lugar denominado Viento, e caíram neste ponto, desalojando os seus defensores.[4] No morro do Topáter, um dos canhões Krupp foi instalado sob o comando do Tenente Eulogio Villarreal, que só conseguiu disparar 3 tiros. Aqui morre o herói boliviano Eduardo Abaroa Hidalgo. Hoje, um monólito lembra e presta homenagem aos 7 chilenos e 20 bolivianos que morreram em batalha. As forças bolivianas presentes neste setor estavam sob o comando do Coronel Fidel Lara com 40 homens.

- Vado de Yalquincha: Foi designada a empresa da 4ª Linha, comandada pelo Coronel Juan José San Martín, que, implantada na guerrilha, atacou este ponto. Além disso, 25 Caçadores sob o comando do Alferes Juan de Dios Quezada, que foram os primeiros a tentar cruzar o Loa, não tiveram sucesso porque foram disparados por fuzileiros bolivianos estacionados na Casa de Máquinas de Amalgamação. Com a entrada em ação da força de San Martín, a teimosa resistência foi eliminada. Além disso, as forças chilenas tinham uma peça de artilharia.[4]

- Vado de Huaita ou Carvajal: Foi a ala esquerda do ataque chileno. Os primeiros a entrar em combate foram os 65 Caçadores de Cavalos do Major Rafael Vargas, que foram surpreendidos pelos tiros dos bolivianos à queima-roupa - sob o comando do Tenente Coronel Emilio Delgadillo - escondidos nas Chilcas, do outro lado do rio. Foi neste local onde morreram os 7 soldados chilenos desta batalha. Pablo Urízar foi nomeado para apoiar o ataque neste setor com um canhão Krupp. No entanto, esta bateria disparou apenas um tiro. Atrás da cavalaria atacou a restante companhia da 2ª Linha, comandada pelo Comandante Eleuterio Ramírez. Essas tropas foram as primeiras a entrar em Calama, depois de neutralizar a resistência ali.[4]

A bravura de Abaroa rendeu-lhe as honras que as tropas chilenas prestaram ao seu enterro no cemitério de Calama, e as honras de ambos os estados quando transferiu os restos mortais de Abaroa de Calama para La Paz em 1952. Ao meio-dia, a Plaza de Calama já havia sido tomada pelos chilenos e Ramírez tornou-se sua primeira autoridade chilena.

### Baixas
O saldo do combate foi de 7 soldados chilenos e 20 milicianos bolivianos mortos.
- Chilenos caídos no confronto:
  1. 1° Cabo Belisario Rivadeneira Riquelme
  2. 2º Cabo José Exequiel Sepúlveda
  3. Soldado José de la Cruz Vargas
  4. Soldado Carlos Fernández
  5. Soldado Feliciano Martínez
  6. Soldado José Onofre Quiroga
  7. Soldado Rafael Ramírez
- Bolivianos caídos no confronto:
  1. Eduardo Abaroa
  2. Soldado N. Carpio
  3. Outros 18 milicianos

## Consequências
A ocupação de um ponto de abastecimento como Calama mobilizou o exército boliviano que criou a V Divisão do Exército Boliviano, sob o general Narciso Campero Leyes, para recuperar a costa enquanto o grosso das tropas chilenas estava mais ao norte. Dentro da V Divisão estava o Vanguardia Sniper Mobilized Squadron, uma unidade de cavalaria formada por cavaleiros de Tupiceños, Cotagaiteños e Tarijeños, a cargo do Coronel Rufino Carrasco nascido em Talina (Tupiza) ocupada por Chiuchiu em 25 de novembro de 1879; Mas depois de um tiroteio entre bolivianos e chilenos na estrada de Chiuchiu a Calama, ambas as tropas recuaram, o que cancelou o plano inicial das forças de Carrasco para recuperar Calama, as tropas rivais finalmente se encontraram no combate de Tambillo, no qual a guarnição de 24 soldados chilenos foi derrotada por 70 bolivianos.
Após este combate, as tropas bolivianas ocupam San Pedro de Atacama e se preparam para o assalto a Calama. A série de conspirações no alto comando boliviano e o temor do presidente Hilarión Daza Groselle de que Campero tirasse a aceitação popular e de seus aliados levaram o presidente a ordenar o aborto da missão da V Divisão e sua retirada para Oruro enquanto esperava receber novos pedidos.